# سیراماناهالی
سیراماناهالی (به انگلیسی: A. Sriramanahalli) یک منطقهٔ مسکونی در هند است که در کارناتاکا واقع شده‌است.